# رود پالاتا
رود پالاتا (انگلیسی: Palata) یک رودخانه در استان پسکوف کشور روسیه است.